# Микишатьев, Михаил Николаевич
Михаи́л Никола́евич Микиша́тьев (10 апреля 1945 года, Ленинград — 28 февраля 2020, Санкт-Петербург) — советский и российский историк архитектуры, реставратор, краевед, художественный критик, художник, фотограф, преподаватель и общественный деятель.

## Биография
Родился 10 апреля 1945 года в Ленинграде в семье инженеров-строителей. Окончил школу №190 при Мухинском училище, после чего безуспешно пытался поступить в ЛГИТМиК. Призыву в вооружённые силы не подлежал, работал осветителем в Ленинградском театре Ленинского комсомола. Через год  поступил в ЛИЖСА на факультет архитектуры, который окончил в 1970 году. Участвовал в реставрации дома Троекурова (6-я линия В.О., 13), ансамбля Марли в Петергофе, гульбища в Ростовском кремле, Сампсониевского собора. В 1970-х годах стал публиковаться в газете «Смена» как художественный критик.
С 1974 по 1984 годы преподавал на кафедре истории и теории архитектуры ЛИСИ (ныне СПбГАСУ), благополучно окончив аспирантуру.
Впоследствии преподавал в Институте имени Репина, БИИЯМС и СПбГУП.
Старший научный сотрудник Отдела истории архитектуры и градостроительства Нового времени НИИ теории и истории архитектуры и градостроительства, член Союза художников России, Санкт-Петербургского союза краеведов и ВООПИК.
Один из соавторов энциклопедии «Немцы России», написал семь статей. На протяжении всей жизни не прекращал творческую деятельность в области живописи, графики, художественной фотографии. Книга Микишатьева «Прогулки по Центральному району. От Дворцовой до Фонтанки», иллюстрированная автором самостоятельно, была награждена в 2012 году Анциферовской премией.
Скончался 28 февраля 2020 года в Санкт-Петербурге.

## Избранная библиография

### Книги
- Микишатьев М. Н. Вокруг Литейного. Прогулки по Литейной части. — М.: Центрполиграф, 2008. — 443 с. — 3000 экз. — ISBN 978-5-9524-3453-0.
- Микишатьев М. Н. Прогулки по Центральному району. От Дворцовой до Фонтанки. — М.: Центрполиграф, 2010. — 605 с. — 3000 экз. — ISBN 978-5-227-02308-7.
- Микишатьев М. Н., Медведников А. Л. Мелодии петербургских мостов. — СПб.: Звезда Петербурга, 2006. — 156 с. — 2000 экз.

### Статьи
- Микишатьев М. Н. Василий Семёнович Горюнов как теоретик истории архитектуры // Горюнов В. С. Теоретические проблемы истории архитектуры: Избранные статьи / Составитель М. П. Тубли, научный редактор М. Н. Микишатьев. Вступительная статья М. Н. Микишатьева.. — [б. м.] : Издательские решения, 2021. — С. 6–19. — 238 с. — ISBN 978-5-0055-5744-5.